# Aechmea kleinii
Aechmea kleinii är en gräsväxtart som beskrevs av Raulino Reitz. Aechmea kleinii ingår i släktet Aechmea och familjen Bromeliaceae. Inga underarter finns listade i Catalogue of Life.